# Johnny Horton
Johnny Horton (Los Angeles, 30 april 1925 - Milano, 5 november 1960) was een Amerikaanse country- en rockabilly-muzikant.

## Jeugd
Johnny Horton werd geboren in Los Angeles, ondanks zijn bewering dat hij op de wereld was gekomen in het oosten van Texas. Hij pendelde met zijn familie, die werk zocht, heen en weer tussen Texas en Californië. Zijn moeder leerde hem gitaar spelen op 11-jarige leeftijd en in 1944 voleindigde hij een methodistenschool met het doel om priester te worden. Echter, spoedig wijzigde hij zijn plannen en trok hij door het land. In 1949 ging hij naar Alaska en werkte daar in de olie-industrie. Tijdens zijn periode in Alaska begon hij zijn eerste songs te schrijven. Zijn latere bijnaam The Singing Fisherman baseert zich op het feit, dat hij visuitrustingen testte en tijdens de late jaren 1950 een eigen firma voor visbenodigdheden opende.
In het daaropvolgende jaar verhuisde Horton terug naar Texas, waar hij een talentenjacht van de toentertijd nog volledig onbekende Jim Reeves won. Het succes bemoedigde hem aan tot verdere optredens. Horton probeerde het dan als muzikant en leerde een medewerker van de radiozender KWKH kennen, die presentator Horace Logan van de Louisiana Hayride opmerkzaam maakte op het talent van Horton. Logan inviteerde Horton voor een auditie, contracteerde hem voor de Hayride en bezorgde hem bij Fabor Robison een platencontract.

## Carrière
Horton kreeg in Pasadena een eigen radioshow en bij Abbott werden de eerste platen opgenomen. In 1952 verhuisde Horton naar Shreveport in Louisiana. Tijdens zijn optredens in de Louisiana Hayride leerde hij Hank Williams kennen, die net was ontslagen bij de Grand Ole Opry. Na Williams dood leerde hij diens weduwe Billie Jean kennen. Beiden werden een paar en trouwden in september 1953.
Ondanks zijn regelmatige presentie op de radio kenden zijn singles geen succes bij zowel Abbott als later bij Mercury Records. Ook het duet Bawlin' Baby met Billy Barton kon daar geen verandering in brengen. In 1955 werd Tillman Franks Hortons manager en bezorgde Horton een contract bij Columbia Records. In zijn eerste sessie nam hij het rockabilly-nummer Honky Tonk Man op, dat zich in 1956 kon plaatsen in de top 10. Hij had meerdere successen, waaronder One Woman Man, het rockabilly-nummer I'm Coming Home en The Woman I Need. Echter evenzo snel als de hits waren gekomen, verdwenen ze aan het eind van 1957 ook weer. Hortons rockabilly werd niet meer zo gevraagd. Horton kreeg dankzij zijn successen in de hitlijst het aanbod om permanent lid van de Grand Ole Opry te worden, maar hij weigerde, waarschijnlijk uit respect voor Billy Jean, wiens overleden echtgenoot in 1952 werd buitengesloten door de Opry.
In de herfst van 1958 kon hij zich met All Grown Up weer in de hitlijst plaatsen, maar pas met de country-folk-ballade When It's Springtime In Alaska kwam zijn definitieve doorbraak. De song veroverde weer de toppositie van zowel de country- als de pophitlijst. Zes weken lang kon hij die positie handhaven. In de daaropvolgende periode had hij met historische, aan folk gerelateerde nummers als Johnny Reb, Sink The Bismarck en North to Alaska verdere grote successen. De laatste werd voor de gelijknamige film met John Wayne in de hoofdrol als titelmelodie gebruikt. 
Aan Hortons carrière kwam in 1960 een vroegtijdig einde, toen hij op weg van een concert in Austin naar Shreveport in de buurt van Milano bij een auto-ongeluk om het leven kwam. Zijn postuum verschenen nummer Sleepy-Eyed John bereikte een 9e plaats in de hitlijst en toen Honky Tonk Man in 1962 opnieuw werd uitbracht een 11e plaats in de country- en een 96e plaats in de pophitlijst.

## Overlijden
Johnny Horton overleed in november 1960 op 35-jarige leeftijd.

## Discografie

### Singles
Cormack Records (Masters van Abbott)
- 1951:	Done Rovin' / Plaid and Calico
- 1951:	Birds and Butterflies / Coal Smoke, Valve Oil and Steam

Abbott Records
- 1951:	Devilish Lovelight / Candy Jones
- 1951:	Mean Mean Son of A Gun / Happy Millionaire
- 1951:	Done Rovin' / Plaid and Calico
- 1951:	Birds and Butterflies / Coal Smoke, Valve Oil and Steam
- 1951:	In My Home In Shelby County / Go and Wash Your Dirty Feet
- 1951:	Shadows Of The Old Bayou / Talk Gubbler Talk
- 1951:	On The Banks of Nile / It's A Long Rocky Road
- 1952:	Words / Smokey Joe's Barbecue
- 1952:	Betty Loraine / Somebody's Rockin' My Broken Heart
- 1952:	Bawlin' Baby / Rhythm In My Baby's Walk (met Billy Barton)
- 1953:	Plaid and Calico / Shadows Of The Old Bayou (herpublicatie)

Mercury Records
- 1952:	First Train Headin' South / Devil Sent Me To You
- 1952:	Rest Of Your Life / This Won't Be The First Time
- 1952:	I Won't Forget / Child's Side of Life
- 1953:	Tennessee Jive / Mansion You Stole
- 1953:	SS Lure Line / I Won't Get Dreamy Eyed
- 1953:	Red Lips and Warm Red Wine / You You You
- 1953:	All For The Love Of A Girl / Broken Hearted Gypsy
- 1954:	Move On Down The Line / Train With The Rhumba Beat
- 1954:	Ha Ha and Moonface / You Cry In The Door
- 1954:	There'll Never Be Another Mary / No True Love
- 1955:	Ridin' The Sunshine Special / Journey With No End
- 1955:	Hey Sweet Thing / Big Wheels Rollin'

Columbia Records
- 1956:	Honky Tonk Man / I’m Ready If You're Willing
- 1956:	I'm A One Woman Man / I Don't Like I Did
- 1956:	I'm Coming Home / I’ve Got A Hole In My Pirogue
- 1957:	She Knows Why / Honky Tonk Mind (The Woman I Need)
- 1957:	I'll Do It Everytime / Let's Take The Long Way Home
- 1957:	Lover's Rock / You're My Baby
- 1958:	Honky Tonk Hardwood Floor / Wild One
- 1958:	All Grown Up / Counterfeit Love
- 1958:	When It's Springtime In Alaska / Whispering Pines
- 1959:	The Battle of New Orleans / All For The Love Of A Girl
- 1959:	Johnny Reb / Sal's Got A Sugar Lip
- 1959:	I'm Ready If You're Willing / Take Me Like I Am
- 1959:	They Shined Up Rudolph's Nose / The Electrified Donkey
- 1960:	Sink The Bismarck / Same Old Tale The Crow Told Me
- 1960:	Johnny Freedom / Comanche (The Brave Horse)
- 1960:	North To Alaska / Mansion You Stole
- 1961:	Sleepy-Eyed John / They'll Never Take Her Love From Me
- 1961:	Ole Slew Foot / Miss Marcy
- 1962:	Honky Tonk Man / Words

### Albums
- 1958: Sings Free and Easy
- 1959: Johnny Horton
- 1959: Fantastic
- 1959: The Spectaculary Johnny Horton
- 1960: Makes History
- 1961: Greatest Hits
- 1962: Honky Tonk Man
- 1965: I Can’t Forget You
- 1966: On Stage
- 1968: The Unforgettable Johnny Horton
- 1970: On The Road
- 1970: The Legendary Johnny Horton
- 1971: The Battle of New Orleans
- 1971: The World

- Bibliothèque nationale de France: cb13895336v (data)
- Gemeinsame Normdatei: 134411129
- International Standard Name Identifier: 0000 0001 1810 2871
- Library of Congress Control Number: n92040006
- MusicBrainz: 8736f41f-365e-42c7-a733-36c22e74c97e
- Nationale Bibliotheek van Tsjechië: jn19990003671
- SNAC: w6dg04qf
- Virtual International Authority File: 100313953
- WorldCat: E39PBJpjdgHYgbkhB4yDTW4Xh3